# Acer rubronervium
Acer rubronervium là một loài thực vật có hoa trong họ Bồ hòn. Loài này được Y.K.Li mô tả khoa học đầu tiên năm 1985.